# Giovanni da Campione

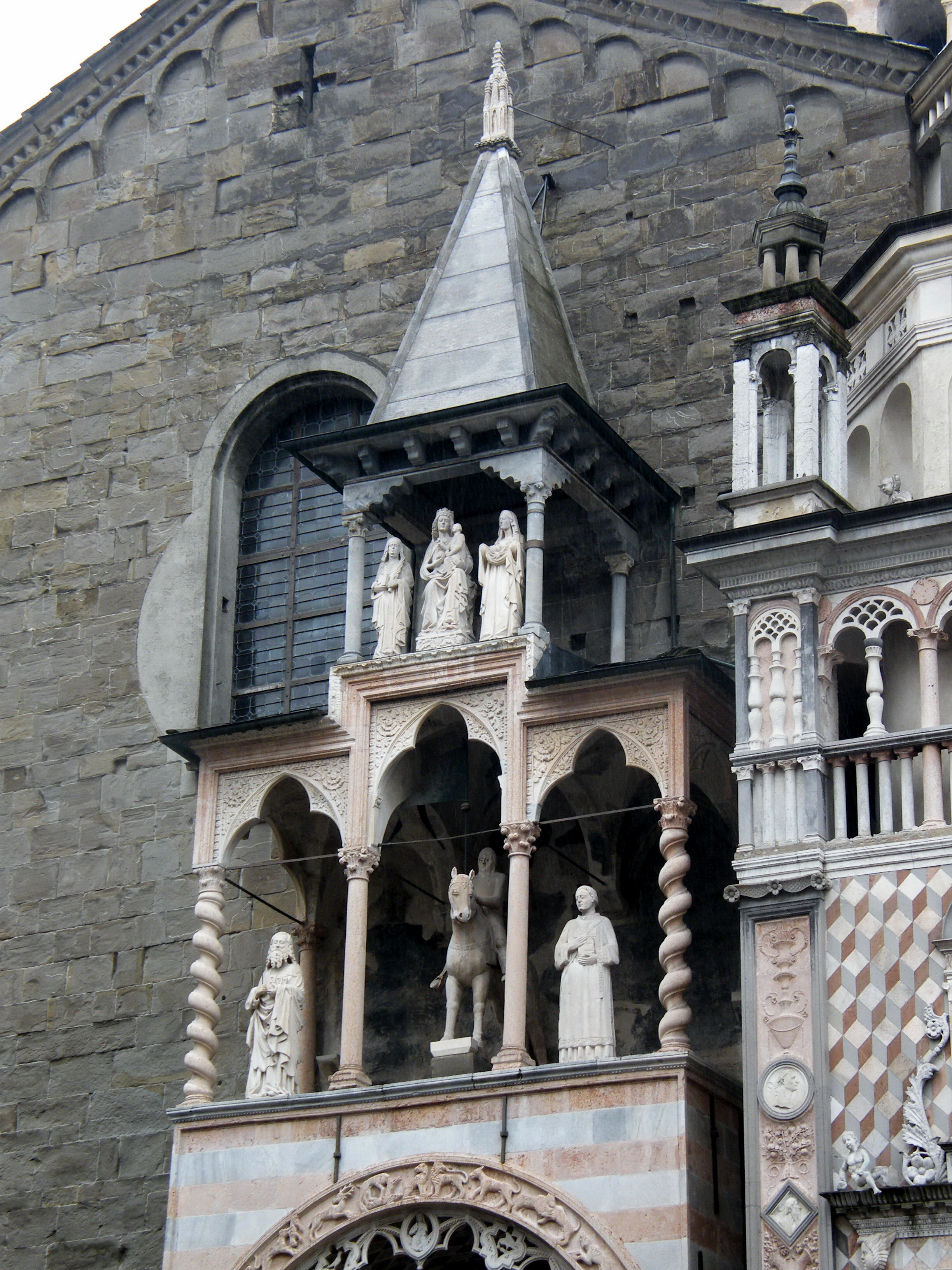
Pórtico avanzado de la basilica de Santa Maria Maggiore de Bérgamo.

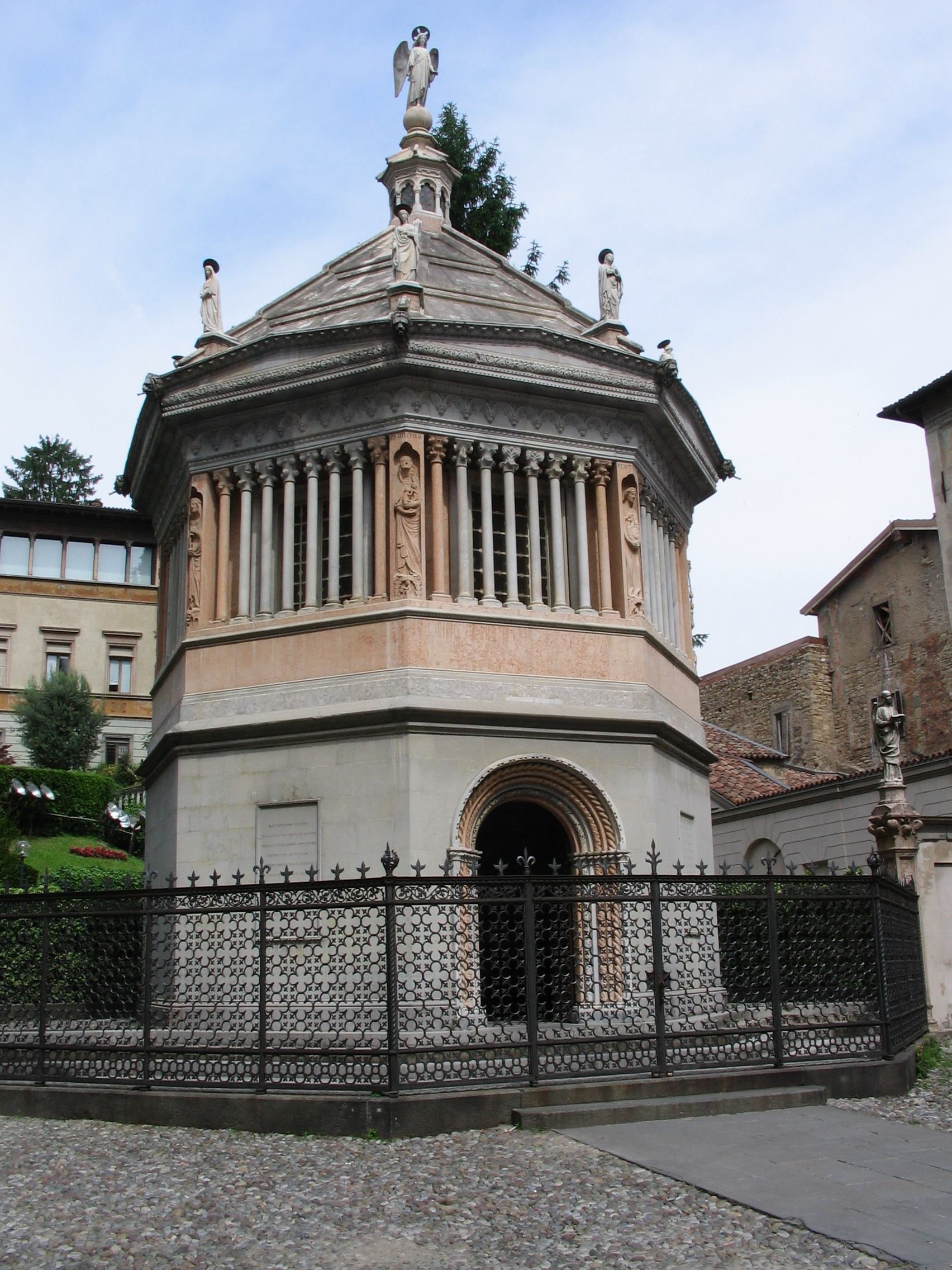
Giovanni da Campione, Baptisterio den Santa Maria Maggiore, Bérgamo.

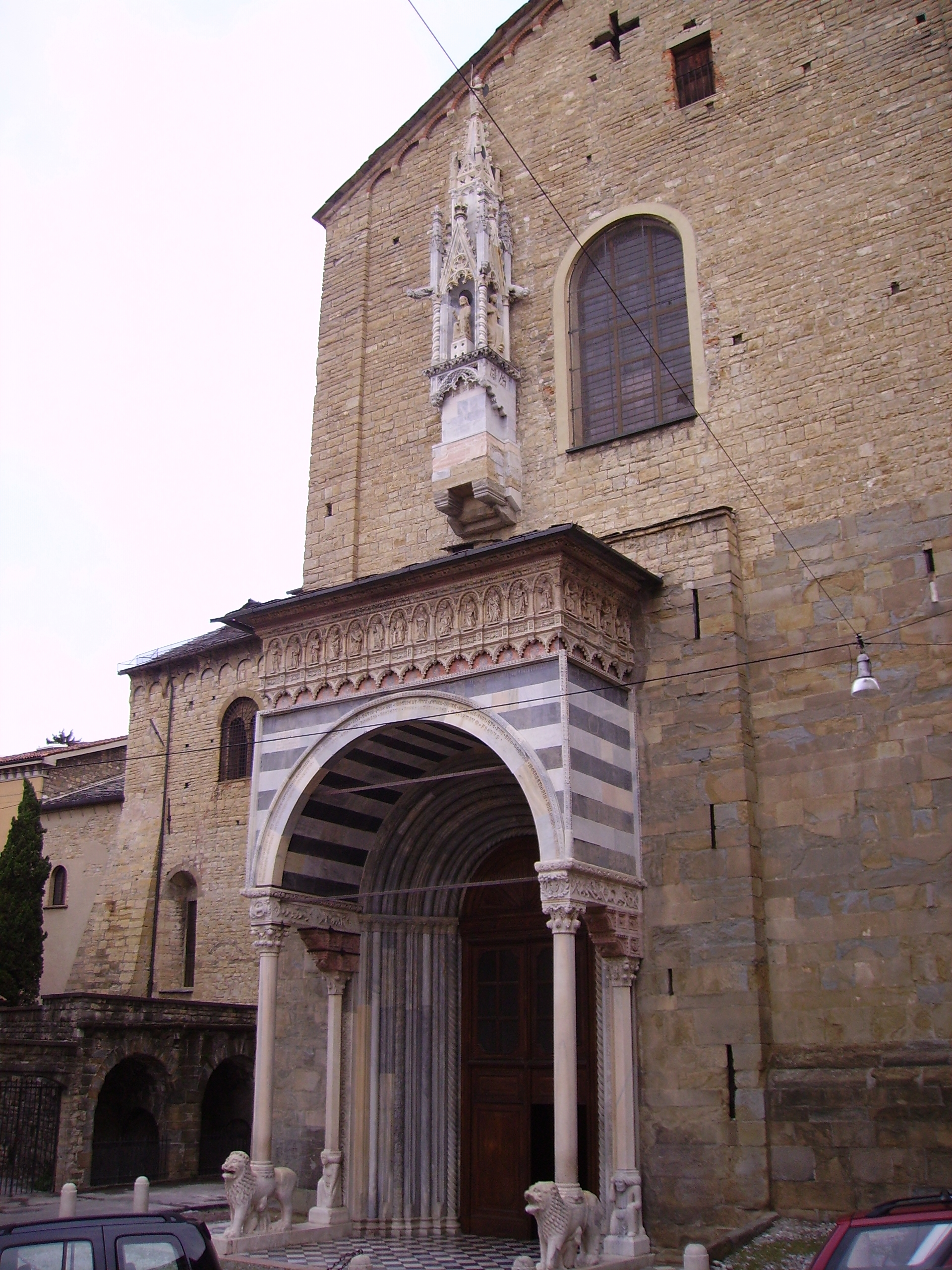
Pórtico avanzado meridional, "de los leones blancos".

Giovanni da Campione (Campione d'Italia (provincia de Como, Lombardía, c. 1320 - Campione d'Italia, c. 1375) fue un escultor italiano del período gótico.
Pertenecía a los denominados maestri campionesi, que durante mucho tiempo destacaron con sus obras, sobre todo en el norte de Italia.

## Biografía
Hijo del escultor Ugo da Campione, Giovanni se inició en la escultura a una edad temprana en el taller de su padre en Bérgamo. Un antiguo documento de 1348 menciona a un Giovanni filuis quondam magistri Ugonis de Campiliono como activo en la iglesia de Santi Nazaro e Celso de Bellano.
Trabajó sobre todo en la zona de Bérgamo. Entre sus obras más importantes se encuentra el baptisterio de la basílica de Santa Maria Maggiore, que originalmente se encontraba en el interior y posteriormente fue remodelado arquitectónicamente y trasladado al exterior. Con el tiempo, se introdujeron en esta obra correcciones que alteraron el espíritu original y que, por tanto, son difíciles de juzgar. El baptisterio octogonal incluye numerosos nichos decorados con figuras de "virtudes" creadas por el propio Giovanni, como por ejemplo la columna que representa la Paciencia. También hay seis relieves que representan tradiciones de la vida de Jesús.
Sus obras, confirmadas por su firma Iohannes filius magistri Ugi, nel primo e Iohannes filius quondam domini magistri Ugi, nel secondo, incluyen el pórtico avanzado norte en 1351, de estilo gótico, conocido como el de los "leones rojos", y el pórtico avanzado sur, conocido como el de los "leones blancos", en 1360. También en 1360, se le encargó la realización de un portal en el lado norte del coro, que terminó a partir de 1366, fecha registrada en la que el mármol fue transportado a Bérgamo desde una cantera de Brivio.
También en Bérgamo, en 1353 modeló una estatua ecuestre de san Alejandro para la iglesia de san Alejandro, que al desaparecer, fue trasladada a Santa Maria Maggiore, junto a la de san Proiettizio. Para el pórtico avanzada sur, Giovanni se inspiró en la tumba del cardenal Guglielmo Longhi, de Ugo da Campione, en puro estilo campionese.
Giovanni fue nombrado maestro de obras de la basílica de 1361 a 1363. Anteriormente se habían atribuido a Giovanni una Virgen entronizada de la colección Trivulzio de Milán y el altar de la iglesia parroquial de San Martino en Carpiano.
Tras un pago el 30 de octubre de 1367 por la construcción del portal, el maestro ya no vuelve a aparecer en los documentos bergamascos.